# Valborg Glentoft
Valborg Emilie Glentoft, født Voetmann (født 6. august 1889 på Fødselsstiftelsen i København, død 27. september 1968) var en dansk forfatter. Valborg Glentofts værker omhandler arbejderkvinders liv og vilkår, og var i hendes samtid anerkendt arbejderlitteratur. Hun blev desuden medlem af Dansk Forfatterforening. Valborg blev gift med Carl Christian August Glentoft.  Hun havde både en biologisk søn og et plejebarn.

## Liv og opvækst
Valborg Glentoft blev født i 1889 i København og voksede op på Nørrebro, hvor hun flyttede meget rundt sammen med sin mor, der var enke.
Da Valborg var lille, kom hun en overgang i pleje, fordi hendes mor måtte rejse. Imens hun var i pleje, meldte Valborg sig på eget initiativ på Hellig Kors skole som 8 årig, fordi hun syntes “det var mærkeligt, at jeg ikke skulle lære noget”. Hendes lærerinde frøken Sørensen tog sig godt af Valborg med hensyn til mad og tøj. Samtidig med at Valborg gik i skole, blev hun sendt ud at tjene, hvorfor hun arbejdede tidligt om morgenen inden skole og igen efter skoletid.
Efter sin skoletid fik Valborg plads i Tåstrup, der dengang var på landet, hvor hun delte seng og værelse med en kokkepige. Hun forlod pladsen efter 3 uger, fordi hun blev behandlet dårligt.
Efterfølgende begyndte hun at arbejde på en fabrik, og om søndagen arbejdede hun på restauranten i Zoologisk Have med at vaske op. Valborgs mor var ved dårligt helbred, så derfor var det Valborg, der måtte tjene til dem begge. Valborg giftede sig med sin første mand som 21-årig, men manden døde efter fem års ægteskab. De havde fået en søn sammen, og Valborg havde desuden en venindes barn i pleje. Nogle år efter hun blev enke, giftede Valborg sig igen , som hun var gift med i 42 år.

## Uddannelse
Valborg Glentoft havde lært at skrive i skolen, men da hun bragte en novelle til redaktør H.P. Sørensen,  tilbød han Glentoft, at hun kunne lære sprog med et gratis ophold på Arbejderhøjskolen, men Glentoft afslog på grund af sine hjemlige forpligtelser.  I stedet henvendte hun sig til Olga Eggers, der tilbød at skrive novellen på maskine for Glentoft. Dette kunne Glentoft efter eget udsagn imidlertid ikke gå med til. Hun blev senere opfordret af forlægger Cai M. Woel til at tage undervisning i at skrive, hvilket hun gjorde hos lærerinden Frøken Lundholm. I et interview beskriver Valborg selv Frk. Lundholm: “Hun aabnede sin Lejlighed for mig, og jeg kunde ikke lade være med at tænke: Er det virkelig Fattigmandsbarnet, som man pludselig er saa venlig imod?”. Det var Julius Bomholts Litteraturhistorie, der inspirerede Glentoft til at skrive et manuskript til hendes første bog, som hun sendte til Bomholt med et brev med beskeden:”Her er den Bog, De Søger!”.

## Værker
Valborg Glentoft debuterede som 44-årig med “En Stribe Sol i Mørket” i 1933, som udkom på forlaget Fremad.
Derefter skrev hun “Altid paa Stikkerne” i 1934, der udkom ved samme forlag. Handlingen i de to bøger blev fortsat som føljeton i Social-Demokraten under titlen “Kun en Fattigtøs” .
I et interview med en 74-årig Valborg beskriver hun, at hun er i gang med endnu en bog.

### En Stribe Sol i Mørket
Romanen følger arbejderpigen Bettys opvækst på Nørrebro i slutningen af det 19. århundrede. Bettys mor Tine er ugift, og Betty kommer i pleje, men senere bliver Tine gift med kularbejderen Lasse, og de kan have Betty i hjemmet. Da Lasse forlader dem, må Tine og Betty bo forskellige andre steder. Bogen er imidlertid ikke dyster og trist på trods af de vilkår den skildrer: “Tine er fuld af Snusfornuft og Livsens Visdom. Der er humor i hendes Repliker. Og der er en ukuelig Opdrift i Betty.” - Jul. B. i Social-Demokraten 1938. 

### Altid paa Stikkerne
Romanen er en efterfølger til “En Stribe Sol i Mørket”, og omhandler Bettys ungdom fra hun bliver konfirmeret og til hun bliver forlovet. Betty kommer ud at tjene på landet, men vender tilbage til Nørrebro og får plads hos forskellige familier. Romanen skildrer således vilkårene for tjenestepiger i tiden. Senere kommer Betty til Aarhus hvor hun arbejder på en chokoladefabrik, men kommer ved romanens slutning tilbage til København.

### Kun en Fattigtøs
Fortællingen om Betty fortsættes som føljeton i Social-Demokraten under titlen “Kun en Fattigtøs”. Her skildres Bettys ægteskab og liv i tiden op til Første Verdenskrig.

### Øvrige værker
Efterfølgende skrev Valborg Glentoft noveller og påbegyndte endnu en roman, som hun arbejdede på i årene før hun døde.

## Reception
Valborg Glentofts forfatterskab var anerkendt i samtiden: ”Inden for den autobiografiske Arbejderdigtning gives der ikke en mere troværdig-anskuelig Skildring af en Proletarpiges energiske Kamp for Tilværelsen”. Hun blev nævnt i sammenhæng med forfattere som Andrea Andreasen og Povline Lütken.
Folketingsmand Julius Bomholt skrev bl.a. at Glentofts debutroman: “maa siges at være paa Højde med det ypperste, der er skrevet om Fattigfolk”.
I en anmeldelse blev Glentoft beskrevet således:“Naar de borgerlige Literater skildrede Nørrebro, var det Fattigdom med Graat i Graat, Valborg Glentoft, der selv er vokset op under fattige Forhold og er en Arbejders Hustru, har et andet Syn paa Tingene. Hun ved, at der er noget, der sejrer. Trods alt og alle …”

## Andre kilder
1. Søgning i aviser (KB for at læse) - https://www2.statsbiblioteket.dk/mediestream/avis/search/%22Valborg%20glentoft%22
2. https://www.litteraturpriser.dk/aut/GValborgGlentoft.htm